# أهل الهوى (فلم)
أهل الهوى  فيلم دراما من تأليف وإخراج السيد زيادة عام 1955. الفيلم من بطولة تحية كاريوكا، شكري سرحان، محمود المليجي، فؤاد شفيق ومحمود شكوكو  وتدور الأحداث حول الراقصة اللعوب فتنة التي تستغل الأثرياء وظهور راقصة أخرى تشبهها تماماً مما يخلق مواقف عديدة تنتهي بنهاية الراقصة اللعوب وفوز الأخرى بالحب الحقيقي.
صدر الفيلم إلى دور العرض المصرية في 23 مايو 1955. وهو من أفلام عيد الفطر 1374 هـ.
منح موقع قاعدة بيانات الأفلام العربية «السينما.كوم» الفيلم درجة 4.9/ 10.

## طاقم التمثيل
تحية كاريوكا: في دور فتنة / بطة
شكري سرحان: في دور شكري سرحان (فتى الشاشة)
محمود المليجي: في دور بركة (شقيق فتنة ومدير أعمال كامل)
فؤاد شفيق: في دور الثري كامل أبو الدهب
محمود شكوكو: في دور المونولوجست محمود شكوكو
إستيفان روستي: في دور أكرم أبو شامة (الثري اللبناني)
عبد المنعم إبراهيم: في دور بعزق (شقيق بطة)
كمال الزيني: في دور الدكتور مدير المستشفى
سناء جميل: في دور زوبة (الخادمة)
محمد السبع: في دور فريد (قريب أكرم أبو شامة)
محمد رضا: في دور حارس لبناني
خريستو كلاداكيس: في دور مدرب الرقص
شوشو عز الدين: في دور راقصة
ايلين دياتو: في دور راقصة
جلال صادق: في دور المطرب
عباس حلمي: في دور مخرج الفيلم
بالاشتراك مع: أنور زكي - محمود الرشيدي - أحمد عبد الفتاح - نهاد نادر - شوقي عزوز - أحمد حسين - حسن السايح - علي عرابي.

## أغاني الفيلم
على باب الحارة استناني: غناء درية أحمد - كلمات فتحي قورة - لحن إبراهيم حسين (تمثيل تحية كاريوكا وهي ترقص وصوت درية أحمد «بلاي باك»)
كحيل العين: غناء جلال صادق - كلمات فتحي قوره - لحن إبراهيم حسين
الرقصات: تدريب خريستو كلاداكيس
الفرقة الموسيقية: فرقة النور بقيادة عبد الفتاح منسي 

## أحداث الفيلم
تستغل الراقصة اللعوب فتنة (تحية كاريوكا) حب الثري كامل أبو الدهب (فؤاد شفيق) لها، وتحصل منه على المجوهرات والأموال والهدايا الثمينة، كما يستغل شقيقها، معتاد الاجرام، بركه (محمود المليجي) حب كامل لشقيقته، ويقيم في قصر الثري كمدير أعمال فتنة. يقيم بركة علاقة غرامية مع خادمة كامل الشابة زوبه (سناء جميل). تعاني فتنة ألم بالبطن وتحتاج لجراحة ولكنها تخشى هذه الجراحة. تسافر فتنة في رحلة عمل للرقص في لبنان وحدها لأن بركة لا يستطيع استخراج جواز سفر. تلتقي فتنة في لبنان بالثري أكرم أبو شامة (إستيفان روستي) الذي يرحب بها ويدعوها لمزرعته بالجبل، ويغمرها بالهدايا ويعرض عليها الزواج. تلتقي بابن شقيق الثري، فريد (محمد السبع)، فتعجب به، وتتمنى البقاء بجواره، ولهذا تقبل الزواج من عمه أكرم.
يقرر فتى الشاشة شكري (شكري سرحان) والمونولوجست شكوكو (محمود شكوكو) تكوين فرقة مسرحية يمولها كامل أبو الدهب، على أن يكون بطلتها الراقصة فتنة، ويعرضوا منصب المدير على بركه ليتوسط لهم عند شقيقته وعشيقها كامل الذي رحب بالفكرة. تنشر الصحف خبر زواج فتنة في لبنان ويصدم كامل، ولكن بركة يقنعه بإمكانية الطلاق. يخرج بركة مع زوبه للنزهة، ويشاهدوا الراقصة بطة (تحية كاريوكا) التي تشبه فتنة تماما، غير أن لها حسنة على خدها، وتتكلم دون لثغة، على عكس فتنة، ويتفق بركة مع بطة لانتحال شخصية فتنة في مقابل أجر مادي والعمل في فرقة مسرحية مع فتى الشاشة شكري. توافق بطة وتشترط اصطحاب شقيقها بعزق (عبد المنعم إبراهيم) على أنه مدير أعمالها اللبناني. يتفق كامل مع الجراح (كمال الزيني) لإجراء جراحة البطن لفتنة سرا، معتقداً أن بطة هي فتنة،  وذلك بعد خداعها وتخديرها، وتنجح الجراحة، غير ان الجراح لم يعثر مشكلة في البطن. تنشأ علاقة حب بين بطه وشكري، ويتم الانتهاء من تصوير فيلم من بطولتها، وفى نفس الوقت تعود فتنة من لبنان لإجراء الجراحة، ولكن بركة يرفض إجراءها الجراحة في نفس المستشفى، ويشاهد أكرم صورة لبطه مع كامل بالصحف بعد الانتهاء من تصوير الفيلم، ويظن أنها فتنة. ويثور أكرم لعمل زوجته بالسينما ويسافر مسرعا للقاهرة ويشاهد بطة في أحضان فتى الشاشة شكري، ويعلم الحقيقة ويبارك حبهم، وفى الاحتفال بالانتهاء من تصوير الفيلم تحضر فتنة مع كامل ولكنها تتفاجأ بحضور أكرم وتحاول الابتعاد عن كامل، ويختل توازنها وتسقط من الشرفة لتلقى مصرعها، ويفقد كامل وأكرم حبهما الذي حاولا شراؤه بالمال، ويتوج الحب بين بطه وفتى الشاشة بالزواج.

## وصلات خارجية
- مقالات تستعمل روابط فنية بلا صلة مع ويكي بيانات
- أهل الهوى على موقع الدهليز
- أهل الهوى على موقع كاروهات